# 적중면
적중면(赤中面)은 대한민국 경상남도 합천군의 면이다. 합천군의 동남쪽에 위치하여, 의령군과 경계를 접하고 있으며 미타산(662m)을 정점으로 적중초계가 분지내 자리하고 있다. 특산물로는 청정지역에서 생산되는 수박과 겨울딸기, 친환경으로 양액재배한 수출효자 방울토마토가 있으며, 특히, 산속 참나무에서 재배하는 표고버섯은 고품질을 자랑하고 있다.

## 행정 구역
- 황정리
- 정토리
- 죽고리
- 옥두리
- 상부리
- 누하리
- 부수리
- 월막리
- 양림리
- 두방리

## 교육
- 적중초등학교
- 원경고등학교